# Battaglia di Monterey
La battaglia di Monterey (talvolta confusa con la battaglia di Monterrey, in Nuevo León), venne combattuta il 7 luglio 1846 a Monterey in California, nel corso della guerra messico-statunitense durante la presidenza di James Knox Polk. Le forze navali degli Stati Uniti sotto il comando del commodoro John D. Sloat, a capo dello United States Pacific Squadron, si trovarono a combattere contro uno sparuto gruppo di uomini della Guardia Costiera messicana.

## Battaglia
La battaglia fu poco più di una schermaglia, con la maggior parte della guarnigione messicana a protezione della città che venne presa senza sparare un solo colpo di arma da fuoco. Alcune sparute batterie costiere tentarono una qualche resistenza, ma vennero presto rese inoffensive dalle navi statunitensi: USS Savannah, USS Cyane e USS Levant.

## Conseguenze
Di interesse principale è la controversia che circonda la battaglia. Anche se Sloat era un ufficiale della Marina degli Stati Uniti, non era autorizzato ad attaccare qualsiasi parte della California e venne rimproverato per la sua azione dal Presidente James K. Polk. Inoltre, la famosa dichiarazione di Sloat, di annessione della California agli Stati Uniti, venne accolta con amarezza e rabbia da molti californiani.